# ドーセットシャー (重巡洋艦)
ドーセットシャー (HMS Dorsetshire, 40) は、イギリス海軍のカウンティ級重巡洋艦の最終型。本艦と姉妹艦「ノーフォーク」をサブグループとする資料もある。ノーフォーク級重巡洋艦、もしくはドーセットシャー級重巡洋艦に属する。艦名はイングランド南西部のドーセット州の旧称に由来する。
1941年5月27日、航行不能になった戦艦「ビスマルク」を魚雷攻撃で撃沈した。
1942年4月5日、セイロン沖海戦で日本海軍機動部隊から飛来した九九艦爆の急降下爆撃により撃沈された。

## 艦歴

### 1941年まで
1927年9月21日に起工、1929年1月29日に進水し、1930年9月30日に就役。1933年まで大西洋艦隊に所属し、その間の1931年9月、インヴァーゴードン反乱事件が発生した。次いで1935年までアフリカ艦隊に所属した。
1935年9月時点では中国艦隊に配備されている。10月から11月にかけて、「ドーセットシャー」を含めイギリス艦隊は大日本帝国を訪問、日本列島各地に寄港する。
「ドーセットシャー」は10月3日から10日まで大分県別府港に滞在する。その後は14日まで広島湾、16日から28日まで横浜港に滞在した。本艦が横浜港に入港した16日、アメリカ海軍の重巡洋艦チェスター (USS Chester, CA-27) と、フランス海軍の軽巡洋艦プリモゲ (Primauguet) も停泊していた。
22日、帝国ホテルにおいて「ドーセットシャー」艦長の歓迎を兼ね、高松宮宣仁親王・同妃や各国大使を招いて日英協会の例会が開催された。
10月30日から11月3日まで本艦は鹿児島に滞在する。その後、九州を出発して上海市にむかった。なお瀬戸内海所在時には江田島に親善訪問し、乗組員が海軍兵学校を訪れたり、66期生が本艦を見学するなど交流を深めた。
1938年の時点でも、本艦は中国艦隊に所属しており、シンガポールを拠点に行動した。
1939年9月に第二次世界大戦がはじまると、東南アジアからインド洋へ移動した。大西洋ではドイツ海軍の装甲艦「アドミラル・グラーフ・シュペー」が通商破壊作戦を開始した。10月初頭、イギリス海軍本部は通商破壊艦対策として複数の任務部隊を編成して各地に配備する。空母「イーグル」、重巡洋艦「ドーセットシャー」、「コーンウォール」はI部隊に所属し、セイロン島を拠点に行動した。
12月、G部隊（指揮官ハーウッド代将）の重巡洋艦「エクセター」が南アフリカのサイモンズタウンで修理する間、その代理を「ドーセットシャー」が務めるよう命じられた。「ドーセットシャー」はインド洋を離れ、フォークランド諸島ポートスタンリーに向かう。12月12日の時点で、「ドーセットシャー」はサイモンズタウンで明日の出港に備えていた。翌13日のラプラタ沖海戦により「アドミラル・グラーフ・シュペー」がウルグアイのモンテビデオに逃げ込んだ時、ケープタウンにいた「ドーセットシャー」も同地への進出を命じられた。だがモンテビデオ到着予想日時は12月21日であった。「ドーセットシャー」がモンテビデオに到着してG部隊（エイジャックス、アキリーズ、カンバーランド）に合流した時、シュペーは既に自沈して残骸になっていた。
1940年1月より、「ドーセットシャー」は南大西洋での船団護衛任務に従事した。 
7月28日、仮装巡洋艦「アルカンタラ」がドイツ仮装巡洋艦「トール」と遭遇、交戦。それを受けてフリータウンに居た「ドーセットシャー」は出撃を命じられている。
11月以降、インド洋での船団護衛任務や通商破壊艦対策に従事する。その頃、装甲艦「アドミラル・シェーア」が大西洋やインド洋で行動していた。12月、イギリス海軍は「アドミラル・シェーア」が大西洋にいることに気付き、K部隊を再編する。さらに多数の巡洋艦を哨戒任務に投入した。「ドーセットシャー」と軽巡洋艦「ネプチューン」は、フリータウン西方500マイルの海域を警戒するよう命じられた。

### ビスマルク追撃戦
1941年5月、ドイツ海軍はライン演習作戦を発動し、リュッチェンス提督率いる戦艦「ビスマルク」と重巡洋艦「プリンツ・オイゲン」が大西洋に進出した。5月24日、リュッチェンス部隊はデンマーク海峡海戦で勝利を収めたが、「ビスマルク」も小破して燃料不足となる。リュッチェンス提督は作戦を中止して、フランス西海岸の基地にむかうことにした。
イギリス海軍は巡洋戦艦「フッド」の仇をとるため、全力を挙げる。本国艦隊やH部隊の他に、輸送船団を護衛中の艦艇もビスマルク追撃を命じられた。「フッド」が沈没したとき、「ドーセットシャー」はシエラレオネからの輸送船団SL74を護衛して大西洋を北上中だった。
5月26日午前11時ころ、PBYカタリナ飛行艇がフランスにむけて東進するビスマルクを発見し、各部隊に通報した。「ドーセットシャー」の艦長ベンジャミン・マーティン大佐は位置を計算し、「ビスマルク」が「ドーセットシャー」の北方360浬にいること、「ドーセットシャー」が仇敵たるドイツ巨大戦艦を迎撃できることに気付いた。マーティンは海軍本部の許可を得ず、船団の護衛任務を特設巡洋艦にまかせて東進を開始した。
5月27日午前8時47-50分、本国艦隊司令長官トーヴィー大将直率の戦艦「キング・ジョージ5世」、戦艦「ロドニー」、重巡洋艦「ノーフォーク」が砲撃を開始、「ビスマルク」も応戦した。「ドーセットシャー」は砲撃戦がはじまってから約30分以上が経過して「ビスマルク」が沈黙したころ戦闘に加入し、午前9時40分から砲撃を開始した。「ドーセットシャー」が突如戦場に出現したため、トーヴィ戦隊は「ドーセットシャー」を「掩護にかけつけた独重巡プリンツ・オイゲン」と錯覚したという。本海戦で「ドーセットシャー」は20.3cm砲弾254発を発射した。
「ビスマルク」が抵抗の手段を失って航行不能になったとき、サマヴィル提督が率いるH部隊の3隻が出現し、サマヴィルは自らの手でとどめをさして良いかをトーヴィーに問い合わせた。だがトーヴィーは戦闘を中止し「魚雷を有する艦はビスマルクに接近し、これを攻撃せよ」と命じた。この時点で戦場に居合わせた駆逐艦は燃料不足で離脱するか、前夜の「ビスマルク」への夜間雷撃で魚雷を使い果たしており、魚雷を持っていたのは「ドーセットシャー」だけだった。午前10時20分、「ドーセットシャー」は「ビスマルク」の右舷に魚雷2本を発射し、左舷側にまわると、午前10時36分に魚雷1本を発射した。午前10時39分、「ビスマルク」は左舷に転覆して沈没した。
リュッチェンス提督とリンデマン艦長は「ビスマルク」と運命を共にしたが、まだかなりの乗組員が海面に浮いていた。「ビスマルク」にとどめの魚雷を撃ちこんだ「ドーセットシャー」は停船し、泳いできた生存者の救助を開始した。約1時間で「ドーセットシャー」が85名、駆逐艦「マオリ」が24名を救助した。
なおも静止救助中、Uボートの存在が予測されたため、生存者数百名を水面に残して沈没現場を離脱した。
その後、「ドーセットシャー」は修理のためイングランド北東部のニューカッスルに移動する。航海中に「ビスマルク」生存者1名が死亡し、水葬に付された。5月30日、ニューカッスルに入港して「ビスマルク」生存者は陸軍に引き渡された。「ドーセットシャー」乗組員は「ビスマルク」生存者を厚遇し、好意をもって接した。「ドーセットシャー」の水兵達は厚遇の理由について「今日はあんた方だが、明日は我が身だから」と語ったという。「ドーセットシャー」の "明日" は、さほど間をおかずにやってきた。
1941年（昭和16年）8月、オーガスタス・エイガー大佐が新艦長となる。11月22日、重巡洋艦「デヴォンシャ―」 (HMS Devonshire, 39) が、ドイツ潜水艦「U126」に補給中だった仮装巡洋艦「アトランティス」 (Atlantis) を撃沈する。アトランティスの生存者はUボートの支援により補給船「ピトン」(Python) に収容された。12月1日、「ドーセットシャー」はセントヘレナ島南西720浬でドイツ潜水艦2隻（U68、UA）に補給中の「ピトン」を発見し、撃沈した。Uボートの襲撃を警戒して、生存者の救助はおこなっていない。

### 沈没

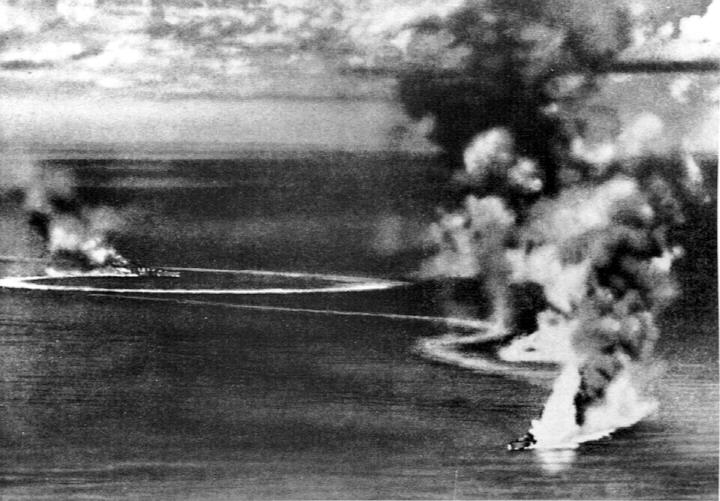
攻撃を受けるドーセットシャー

東洋艦隊（司令長官ジェームズ・サマヴィル中将）に配属された「ドーセットシャー」は、1942年4月1日の時点で、サマヴィル提督直率のA部隊としてインド洋を航行していた。
東洋艦隊は南雲中将が率いる日本軍機動部隊のインド洋襲撃に備えていたが、事前の情報に反して日本艦隊が出現しなかったので、燃料補給のために大部分はモルディブ諸島のアッドゥ環礁に後退した。重巡洋艦「ドーセットシャー」、「コーンウォール」と軽空母「ハーミーズ」および護衛艦艇などが、修理や次任務のためセイロン島にむかった。
4月4日夕刻、PBYカタリナ飛行艇がセイロン島に向けて進撃中の日本海軍機動部隊を発見し、各方面に通報した。サマヴィル提督は「ドーセットシャー」と「コーンウォール」に、コロンボを出発して東洋艦隊（A部隊）に合流するよう命じる。4月5日、日本海軍はコロンボを空襲した。その時、英重巡2隻はセイロン島の南西320kmを航行中だった。そこに、南雲機動部隊から江草隆繁少佐（蒼龍飛行隊長、海兵58期）率いる九九式艦爆計53機（蒼龍18機、飛龍18機、赤城17機）が飛来し、英重巡2隻に対し急降下爆撃を開始した。
当初、南雲機動部隊の重巡「利根」の偵察機（九四式水上偵察機）は「敵巡洋艦らしきもの2隻見ゆ」と報告し、確認にむかった軽巡「阿武隈」の偵察機は「敵駆逐艦2隻見ゆ」と報告した。
機動部隊参謀長草鹿龍之介は「駆逐艦2隻なら見逃してコロンボ港の商船撃滅を優先しよう」と考えていた。
ところが航空参謀源田実が「商船は丸腰だから町人で、駆逐艦は両刀を帯びた武士です。無辜の町人を目標として、武士を見逃すのは、ふだん武士道精神をやかましくいわれる参謀長らしくない」と進言し、第二波攻撃隊は敵駆逐艦2隻にむかうことになったという。
結局、阿武隈機が報告した「駆逐艦2隻」は重巡2隻（ドーセットシャー、コーンウォール）の誤認であり、利根の零式水上偵察機が「敵巡洋艦はケント型なり、付近に敵を認めず」と報告して決着がついた。なお第五航空戦隊の九七式艦上攻撃機は当初魚雷を装備していたが、コロンボ港第二次攻撃のため南雲司令部の命令により爆弾に兵装転換したところ、利根水偵より「敵艦2隻発見」報告があって魚雷に再兵装転換を実施している。兵装転換に時間がかかったため、機動部隊各艦（赤城、蒼龍、飛龍）から艦爆隊のみ先行して発進した。
日本時間午後4時30分前後から、日本空母3隻の各艦爆隊は急降下爆撃を敢行した。「ドーセットシャー」に250kg爆弾多数が命中し、連合軍記録13時50分ごろ沈没する。
「コーンウォール」も、急降下爆撃により撃沈された。日本側の記録では、九九艦爆53機が急降下爆撃を敢行して、2隻に対し命中率80%以上を記録している。
2隻の生存者はサメのいる海を漂流することになった。サメは多数いたが、生きている者には襲い掛からなかった。4月6日の午後遅くに軽巡洋艦「エンタープライズ」と駆逐艦「パラディン」「パンサー」が現れ、1122名を救助した。ドーセットシャーでは234名が死亡した。戦死者の中には、乗艦していたイギリス海兵隊なども含まれてる。
後日、本艦の救命具が日本軍に回収され、靖国神社で展示されたという。

## ドーセットシャーのプラスチックモデルキット
- 1/700 ウォーターライン、No.808　 英国海軍 重巡洋艦ドーセットシャー

プラスチックモデル組み立てキット。ウォーターラインシリーズ。
- 1/700  ウォーターライン 限定 英国海軍 重巡洋艦 ドーセットシャー ビスマルク追撃戦

プラスチックモデル組み立てキット。ウォーターラインシリーズ。
- 1/700  ウォーターライン限定 英国海軍 重巡洋艦 ドーセットシャー インド洋セイロン沖海戦

プラスチックモデル組み立てキット。ウォーターラインシリーズ。